# Typhlocerus prodigiosus
Typhlocerus prodigiosus là một loài bọ cánh cứng trong họ Cerambycidae.